# Sororarchibracon megacephalus
Sororarchibracon megacephalus är en stekelart som först beskrevs av Szepligeti 1914.  Sororarchibracon megacephalus ingår i släktet Sororarchibracon och familjen bracksteklar. Inga underarter finns listade i Catalogue of Life.